# Indywidualne Mistrzostwa Europy Juniorów na Żużlu 2007
Indywidualne Mistrzostwa Europy Juniorów na Żużlu 2007 – cykl zawodów żużlowych, mających wyłonić najlepszych zawodników indywidualnych mistrzostw Europy juniorów do 19 lat w sezonie 2007. W finale zwyciężył Duńczyk Nicolai Klindt.

## Finał
- Częstochowa, 19 sierpnia 2007

| Msc. | Zawodnik            | Kraj      | Pkt   |             |  |
| ---- | ------------------- | --------- | ----- | ----------- |  |
| 1    | Nicolai Klindt      | Dania     | 14    | (3,2,3,3,3) |  |
| 2    | Jurica Pavlic       | Chorwacja | 11    | (3,1,3,1,3) |  |
| 3    | Filip Šitera        | Czechy    | 10 +3 | (2,3,0,2,3) |  |
| 4    | Borys Miturski      | Polska    | 10 +2 | (3,3,2,1,1) |  |
| 5    | Thomas Jonasson     | Szwecja   | 10 +1 | (3,0,3,3,1) |  |
| 6    | Martin Vaculík      | Słowacja  | 10 +0 | (0,1,3,3,3) |  |
| 7    | Artiom Łaguta       | Rosja     | 9     | (2,3,2,0,2) |  |
| 8    | Kevin Wölbert       | Niemcy    | 8     | (2,3,1,1,1) |  |
| 9    | Adam Kajoch         | Polska    | 7     | (1,1,1,3,1) |  |
| 10   | Grzegorz Zengota    | Polska    | 7     | (w,2,1,2,2) |  |
| 11   | Tobias Busch        | Niemcy    | 7     | (2,u,1,2,2) |  |
| 12   | Maksims Bogdanovs   | Łotwa     | 6     | (0,2,2,0,2) |  |
| 13   | Patrick Hougård     | Dania     | 5     | (1,2,0,2,0) |  |
| 14   | Linus Sundström     | Szwecja   | 3     | (d,1,2,0,0) |  |
| 15   | Anders Andersen     | Dania     | 1     | (0,0,0,1,0) |  |
| 16   | Maciej Piaszczyński | Polska    | 1     | (1,0,0,d,0) |  |
|      | rez. József Tabaka  | Węgry     | ns    |             |  |
|      | rez. Klaus Jakobsen | Dania     | ns    |             |  |

## Bieg po biegu
1. Miturski, Łaguta, Sundström (d3), Zengota (w/u)
2. Jonasson, Busch, Piaszczyński, Bogdanovs
3. Pavlic, Šitera, Kajoch, Vaculík
4. Klindt, Wölbert, Hougård, Andersen
5. Wölbert, Zengota, Kajoch, Busch (u4)
6. Łaguta, Bogdanovs, Pavlic, Andersen
7. Šitera, Hougård, Sundström, Piaszczyński
8. Miturski, Klindt, Vaculík, Jonasson
9. Klindt, Bogdanovs, Zengota, Šitera
10. Vaculík, Łaguta, Busch, Hougård
11. Jonasson, Sundström, Kajoch, Andersen
12. Pavlic, Miturski, Wölbert, Piaszczyński
13. Vaculík, Zengota, Andersen, Piaszczyński (d3)
14. Jonasson, Šitera, Wölbert, Łaguta
15. Klindt, Busch, Pavlic, Sundström
16. Kajoch, Hougård, Miturski, Bogdanovs
17. Pavlic, Zengota, Jonasson, Hougård
18. Klindt, Łaguta, Kajoch, Piaszczyński
19. Vaculík, Bogdanovs, Wölbert, Sundström
20. Šitera, Busch, Miturski, Andersen
21. Bieg o miejsca 3-6: Šitera, Miturski, Jonasson, Vaculík